# Apion austriacum
Apion austriacum är en skalbaggsart som beskrevs av Wagner 1904. Apion austriacum ingår i släktet Apion, och familjen spetsvivlar. Arten har ej påträffats i Sverige.